# Sinagoga de Yeniköy
La Sinagoga de Yeniköy (en turc:Yeniköy Sinagogu) és una sinagoga que es troba a prop del Bòsfor, en el barri de Yeniköy a Istanbul, Turquia. La sinagoga va ser construïda per Abraham Salomó Camondo, a finals del segle xix, el temple ha estat rejovenit recentment, per la renovada presència de jueus que s'han mudat a la zona. Només es resa en aquest temple durant les festivitats jueves i en Shabat.